# 臼田育男
臼田 育男（うすだ いくお、1980年4月25日 - ）は、日本の男性総合格闘家。長野県出身。木口道場所属。

## 来歴
北佐久農業高校3年時、国体レスリング3位入賞を果たした。拓殖大学に進学し、2002年、世界学生選手権グレコローマン66kg級に出場し、銅メダル獲得。同年、学生選手権制覇。また、大学選手権も制覇し大会最優秀選手となった。
2008年7月13日、プロ総合格闘技デビューし、修斗ウェルター級（-70kg）新人王トーナメントに出場。1回戦で近野淳平と対戦し、チョークスリーパーで一本勝ち。10月23日の準決勝で里本一也と対戦し、後ろ反り投げで失神TKO勝ち、12月13日の決勝では田村ヒビキに判定勝ちを収め、修斗ウェルター級新人王を獲得した。
2009年4月10日、修斗でガイ・デルモと対戦し、2-0の判定勝ち。4月15日付けでクラスAに昇格した。
2009年6月、戦極G!杯ライト級に出場。準決勝で岡澤弘太と対戦し、TKO勝ち。8月2日、戦極 〜第九陣〜のオープニングファイトとして行われた決勝で安藤晃司に判定勝ちを収め、戦極G!杯ライト級優勝を果たした。9月23日、戦極 〜第十陣〜のオープニングファイトで行われた「戦極G!杯 日韓対抗戦」でベク・ウヒョンに1ラウンドTKO勝ち。
2010年6月20日、SRC本戦初出場となったSRC13でチェ・ドゥホと対戦し、1-2の判定負け。プロ7戦目で初黒星となった。

## 戦績

### プロ総合格闘技
| 総合格闘技 戦績 | 総合格闘技 戦績 | 総合格闘技 戦績 | 総合格闘技 戦績 | 総合格闘技 戦績 | 総合格闘技 戦績 | 総合格闘技 戦績 |
| --------------- | --------------- | --------------- | --------------- | --------------- | --------------- | --------------- |
| 8 試合          | (T)KO           | 一本            | 判定            | その他          | 引き分け        | 無効試合        |
| 6 勝            | 2               | 1               | 3               | 0               | 0               | 0               |
| 2 敗            | 0               | 1               | 1               | 0               | 0               | 0               |

| 勝敗 | 対戦相手       | 試合結果                   | 大会名                                              | 開催年月日     |
| ×    | 美木航         | 3R 2:20 スリーパーホールド | 修斗 SHOOTOR'S LEGACY 03                            | 2011年7月18日  |
| ×    | チェ・ドゥホ   | 5分3R終了 判定1-2          | SRC13                                               | 2010年6月20日  |
| ○    | ベク・ウヒョン | 1R 4:59 TKO（パウンド）    | 戦極 〜第十陣〜                                     | 2009年9月23日  |
| ○    | 安藤晃司       | 5分2R終了 判定3-0          | 戦極 〜第九陣〜 【戦極G!杯 ライト級 決勝】          | 2009年8月2日   |
| ○    | ガイ・デルモ   | 5分2R終了 判定2-0          | 修斗 SHOOTING DISCO 8                               | 2009年4月10日  |
| ○    | 田村ヒビキ     | 5分2R終了 判定3-0          | 修斗 【新人王決定トーナメント ウェルター級 決勝】   | 2008年12月13日 |
| ○    | 里本一也       | 1R 1:05 TKO（スラム）      | 修斗 【新人王決定トーナメント ウェルター級 準決勝】 | 2008年10月13日 |
| ○    | 近野淳平       | 2R 3:41 スリーパーホールド | 修斗 【新人王決定トーナメント ウェルター級 1回戦】  | 2008年7月18日  |

### 非公式戦
| 勝敗 | 対戦相手 | 試合結果                          | 大会名                       | 開催年月日 |
| ○    | 岡澤弘太 | 2R 4:08 TKO（グラウンドの膝蹴り） | 戦極G!杯 【ライト級 準決勝】 | 2009年6月  |

### アマチュア総合格闘技
| 勝敗 | 対戦相手             | 試合結果                           | 大会名                                                      | 開催年月日     |
| ○    | 石田一               | 3分2R終了 ポイント42-35            | 東日本アマチュア修斗大会 【ウェルター級 決勝】              | 2007年12月23日 |
| ○    | 漆山浩之             | 4分1R終了 ポイント23-18            | 東日本アマチュア修斗大会 【ウェルター級 準決勝】            | 2007年12月23日 |
| ○    | 藤石義和             | 1R 2:56 チキンウィングアームロック | 東日本アマチュア修斗大会 【ウェルター級 3回戦】             | 2007年12月23日 |
| ○    | 相馬成実             | 4分1R終了 ポイント28-19            | 東日本アマチュア修斗大会 【ウェルター級 2回戦】             | 2007年12月23日 |
| ○    | 島田久嗣             | 4分1R終了 ポイント21-17            | 第14回全日本アマチュア修斗選手権大会 【ウェルター級 1回戦】 | 2007年9月23日  |
| ○    | 林仁                 | 1R 2:09 チキンウィングアームロック | 八景フリーファイト9                                         | 2007年7月21日  |
| ○    | 田村一聖             | 3分2R終了 ポイント45-39            | 東京フリーファイト6                                         | 2007年6月30日  |
| ○    | ジョナサン・ゲーリー | 2R 2:00 腕ひしぎ十字固め           | 八景フリーファイト7                                         | 2007年6月30日  |

## 獲得タイトル
- レスリング全日本大学選手権 66kg級 優勝（2002年）
- レスリング全日本学生選手権 66kg級 優勝（2002年）
- レスリング世界学生選手権 66kg級 3位（2002年）
- 全日本コンバットレスリングオープン大会73kg以下級 優勝（2006年）
- アマチュア修斗東日本オープン ウェルター級 優勝（2007年）
- 戦極G!杯ライト級 優勝（2009年）
- 修斗ウェルター級新人王（2008年）